# سسک بیشه دوستانه
سسک بیشه دوستانه (نام علمی: Locustella accentor)، همچنین به عنوان سسک دوستانه کینابالو شناخته می‌شود، گونه‌ای از سسک‌های جهان قدیم از خانواده سسکان ملخی و بومی جزیره بورنئو است.